# Se’adja Marciano
Se’adja Marciano (hebr.: סעדיה מרציאנו, ur. 1 maja 1950 w Wadżdzie, zm. 21 grudnia 2007 w Jerozolimie) – izraelski działacz społeczny i polityk, w latach 1980–1981 poseł do Knesetu.

## Życiorys
Urodził się 1 maja 1950 w Wadżdzie, jeszcze w tym samym roku przybył z rodziną do Izraela i zamieszkał w na osiedlu Morasza w Jerozolimie, gdzie   ukończył szkołę podstawową.
W 1971 Izrael odwiedziła afroamerykańska komunistka i działaczka Czarnych Panter, stało się to przyczynkiem do powstania ruchu społecznego protestu Izraelskie Czarne Pantery, którego Marciano był współzałożycielem i jednym liderów. Organizacja skupiała głównie młodych Mizrachijczyków – ciemnoskórych Żydów, których rodzice  przybyli do Izraela w ciągu poprzednich kilkunastu lat. Marciano stał się jedną z twarzy ruchu walczącego z aszkenazyjskim establishmentem o równe traktowanie Izraelczyków pochodzących z krajów Afryki Północnej. Od 1971 był redaktorem wydawanego przez ruch pisma Czarne Pantery, stworzył także hymn organizacji.
Działał społecznie na rzecz równości, zaangażowany był także w tworzenie centrum terapii przeciw narkotykowej.
W 1977 wraz z częścią działaczy Czarnych Panter przystąpił do nowo tworzonej skrajnie lewicowej partii Szeli. Bez powodzenia wystartował w przeprowadzonych w tym roku wyborach, w składzie dziewiątego Knesetu znalazł się jednak 19 maja 1980, po rezygnacji Me’ira Pa’ila. Był członkiem komisji pracy i opieki społecznej oraz Edukacji i Kultury. Odszedł z Szeli i przez pewien czas był posłem niezależnym, a następnie stworzył własną frakcję polityczną, która następnie ewoluowała w partię Mifleget Haihud (Partia Jedności). W wyborach w 1981 partii nie udało się przekroczyć 1% poparcia i nie zdobyła żadnych miejsc w Knesecie. W latach 90. był związany z partią emerytów Gil.
W ostatnich latach życia miał duże problemy finansowe i zdrowotne, ale wciąż zajmował się pomocą dla biednych mieszkańców Jerozolimy
Zmarł 21 grudnia 2007 w Jerozolimie w wieku 58 lat.

## Życie prywatne
Miał dziesięcioro rodzeństwa.
Ożenił się z Vicky Tarabulus, mieli jednego syna. Był spokrewniony z Joramem Marciano, byłym posłem Partii Pracy.

## Upamiętnienie
W 2013 roku jego imieniem została nazwana jedna z jerozolimskich ulic.